# Gérard Dougé
Gérard Dougé, né le 8 juin 1923 et mort en 2008, est un poète, critique littéraire et professeur haïtien. Il est l'auteur, en 1973, du Manifeste pour un mouvement pluréaliste haïtien, un mouvement poétique dont il est tenu pour être le seul représentant.

## Biographie

### Carrière littéraire
En 1969, alors qu'il a 46 ans, Gérard Dougé publie trois recueils de poésie, ses premiers : Femme noire, La lune, l'Amérique et Souvenir, tous aux Presses Port-au-Princiennes. L'année suivante, il reçoit le Prix de l'an 2000 pour son roman Transfert, encore inédit. Puis, en 1971, il publie son quatrième et dernier recueil de poésie connu, Pollen. Selon Christophe Philippe Charles, c'est à ce moment-là que Gérard Dougé élabore la théorie du pluréalisme, qu'il explicite dans son Manifeste du mouvement pluréaliste haïtien, paru en janvier 1973 dans Le Petit Samedi Soir. Le mouvement ne prend cependant pas et reste une entreprise solitaire, bien que Philippe Monneveux estime que des poètes tels que Henri Michel Augustin, Ernst Jean-Baptiste et Louis Jacques Lambert puissent y être rattachés.

### Carrière d'enseignant
Après la publication de ses recueils, Gérard Dougé se consacre principalement à l'enseignement secondaire dans l'école qui porte son nom,.

### Vie privée
Avec son épouse Renée Barthe, Gérard Dougé a trois fils : Claude, Patrice et Alain.

## Œuvre

### Poésie
- Femme noire, Port-au-Prince, Les Presses Port-au-Princiennes, 1969
- La lune, l'Amérique, Port-au-Prince, Les Presses Port-au-Princiennes, 1969
- Souvenir, Port-au-Prince, Les Presses Port-au-Princiennes, 1969
- Pollen, Port-au-Prince, Imprimerie Centrale, 1971

### Roman
- Transfert, 1970

### Essai
- « Étude critique des "Textes Interdits" du poète Serge Legagneur », dans Claude Souffrant et un groupe de Professeurs, Littérature et Société en Haïti, Port-au-Prince, Henri Deschamps, 1991, 286 p. (lire en ligne), p. 103-130